# 260-я смешанная авиационная дивизия
 260-я сме́шанная авиацио́нная Свирская ордена Суворова диви́зия  — авиационное воинское соединение Вооружённых сил СССР в Великой Отечественной войне.

## Наименования дивизии
- 260-я бомбардировочная авиационная дивизия;
- 260-я смешанная авиационная дивизия;
- 260-я смешанная авиационная Свирская дивизия;
- 260-я смешанная авиационная Свирская ордена Суворова дивизия;
- 260-я штурмовая авиационная Свирская ордена Суворова дивизия;
- 260-я штурмовая авиационная Свирская Краснознамённая ордена Суворова дивизия;
- Полевая почта 40513.

## Формирование дивизии
260-я смешанная авиационная дивизия сформирована переформированием 1 марта 1943 года из 260-й бомбардировочной авиационной дивизии в составе 7-й воздушной армии Карельского фронта.

## Переформирование дивизии
260-я смешанная авиационная Свирская ордена Суворова дивизия 14 ноября 1944 года переформирована в 260-ю штурмовую авиационную Свирскую ордена Суворова дивизию в составе 7-й воздушной армии Карельского фронта.

## В действующей армии
В составе действующей армии:
- с 1 марта 1943 года по 14 ноября 1944 года.

## Командиры дивизии
| Звание    | Имя                                         | Период                 | Примечание |
| --------- | ------------------------------------------- | ---------------------- | ---------- |
| Полковник | Калугин (Рейфшнейдер) Георгий Александрович | 01.03.1943 — 4.11.1944 |            |

## В составе соединений и объединений
| Дата          | Фронт (округ)    | Армия      | ВВС армии           | Примечания |
| ------------- | ---------------- | ---------- | ------------------- | ---------- |
| 01.03.1943 г. | Карельский фронт | ВВС фронта | 7-я воздушная армия | -          |
| 14.11.1944 г. | Карельский фронт | ВВС фронта | 7-я воздушная армия | -          |

## Части и отдельные подразделения дивизии
За весь период своего существования боевой состав дивизии претерпевал изменения:
| Период                  | Наименование                                           | Вооружение                                                                     |
| ----------------------- | ------------------------------------------------------ | ------------------------------------------------------------------------------ |
| 27.02.1943 — 10.11.1943 | 609-й истребительный авиационный полк                  | ЛаГГ-3, «Харрикейн», убыл в тыл на доукомплектование и переучивание в 1-й зиап |
| 01.03.1943 — 23.07.1943 | 668-й ночной ближний бомбардировочный авиационный полк | Р-5, Ил-2, переформирован в шап, передан в 258-ю сад                           |
| 27.03.1943 — 14.11.1944 | 839-й штурмовой авиационный полк                       | И-153, вошёл в состав 260-й шад                                                |
| 05.03.1943 — 05.10.1944 | 197-й истребительный авиационный полк                  | Як-9, предан в состав 324-й иад                                                |
| 01.05.1943 — 14.05.1943 | 828-й штурмовой авиационный полк                       | Ил-2                                                                           |
| 01.12.1943 — 01.09.1944 | 435-й истребительный авиационный полк                  | ЛаГГ-3, предан в состав 257-й сад                                              |
| 24.02.1944 — 14.06.1944 | 152-й истребительный авиационный полк                  | «Киттихаук», предан в состав 1-й гв. сад                                       |
| 25.02.1944 — 14.11.1944 | 214-й штурмовой авиационный полк                       | Ил-2, вошёл в состав 260-й шад                                                 |
| 11.09.1944 — 28.09.1944 | 196-й истребительный авиационный полк                  | Як-1, предан в состав 324-й иад                                                |

## Участие в операциях и битвах
- Оборона Заполярья — с 1 марта 1943 года по 7 ноября 1943 года.
- Свирско-Петрозаводская операция — с 21 июня 1944 года по 9 августа 1944 года.
- Петсамо-Киркенесская операция — с 7 октября 1944 года по 29 октября 1944 года.

## Почётные наименования
- 260-й смешанной авиационной дивизии 2 июля 1944 года за успешные действия в ходе Свирско-Петрозаводской операции приказом Верховного Главнокомандующего присвоено почётное наименование «Свирская»[5];
- 828-му штурмовому авиационному полку за успешные действия в ходе Свирско-Петрозаводской операции приказом Верховного Главнокомандующего присвоено почётное наименование «Свирский»[5].

## Награды
260-я смешанная авиационная Свирская дивизия Указом Президиума Верховного Совета СССР от 31 октября 1944 года за образцовое выполнение заданий командования в боях с немецко-фашистскими захватчиками, за овладение городом Петсамо (Печенга) и проявленные при этом доблесть и мужество награждена орденом Суворова II степени.

## Благодарности Верховного Главнокомандующего
За проявленные образцы мужества и героизма Верховным Главнокомандующим личному составу дивизии объявлены благодарности:
- За форсирование реки Свирь[7];
- За овладение городом Петсамо (Печенга)[8];
- За освобождение района Никель, Ахмалахти, Сальмиярви[9];
- За овладение городом Киркенес[10];
- За освобождение Печенгской области[11].